# Deutsche Poolbillard-Meisterschaft 2018 (Senioren)
Die Deutsche Poolbillard-Meisterschaft 2018 war die 34. Austragung zur Ermittlung der nationalen Meistertitel der Senioren in der Billardvariante Poolbillard. Sie wurde vom 3. bis 11. November 2018 in der Wandelhalle in Bad Wildungen im Rahmen der Deutschen Billard-Meisterschaft ausgetragen.
Es wurden die Deutschen Meister in den Disziplinen 14/1 endlos, 8-Ball, 9-Ball und 10-Ball ermittelt.

## Medaillengewinner
| Disziplin   | Gold                                        | Silber                           | Bronze                                 | Bronze                                 |
| ----------- | ------------------------------------------- | -------------------------------- | -------------------------------------- | -------------------------------------- |
| 14/1 endlos | Dirk Stenten (Schwarz-Weiß Kohlscheid)      | Timo Hofmann (TV 1876 Eberstadt) | Achim Schefczyk (PBSC Bonn)            | Jürgen Ritter (PBC Red Lion)           |
| 8-Ball      | Reiner Wirsbitzki (1. PBC Hürth-Berrenrath) | Timo Hofmann (TV 1876 Eberstadt) | Dirk Stenten (Schwarz-Weiß Kohlscheid) | Ralf Wack (PBC Joker Altstadt)         |
| 9-Ball      | Reiner Wirsbitzki (1. PBC Hürth-Berrenrath) | Ralf Wack (PBC Joker Altstadt)   | Jürgen Ritter (PBC Red Lion)           | Thomas Lindhoff (1. PBV Pinneberg)     |
| 10-Ball     | Reiner Wirsbitzki (1. PBC Hürth-Berrenrath) | Alexander Usbeck (1. PBC Gera)   | Steffen Gross (PBC Bad Saulgau)        | Dirk Stenten (Schwarz-Weiß Kohlscheid) |

## Modus
Die 32 Spieler, die sich über die Landesmeisterschaften der Billard-Landesverbände qualifiziert haben, traten zunächst im Doppel-K.-o.-System gegeneinander an. Ab dem Achtelfinale wurde im K.-o.-System gespielt.